# Broca-de-madeira
Broca-de-madeira é o nome vulgar de diversas espécies de besouros que danificam principalmente madeiras, mas também tecidos, livros e forros. Como atacam a madeira, são geralmente confundidos com cupins; mas ao contrário destes, a broca não são insetos sociáveis e não vivem em colônias - apesar de um local infestado desses insetos conter centenas deles, cada um vive isoladamente, de forma autônoma. Tem tempo de vida curto, e alguns vivem apenas 24 horas na sua forma adulta.